# Giraumont (Oise)
Giraumont és un municipi francès, situat al departament de l'Oise i a la regió dels Alts de França. L'any 2007 tenia 573 habitants.

## Demografia

### Població
El 2007 la població de fet de Giraumont era de 573 persones. Hi havia 204 famílies de les quals 20 eren unipersonals (20 dones vivint soles i 20 dones vivint soles), 76 parelles sense fills, 96 parelles amb fills i 12 famílies monoparentals amb fills.
La població ha evolucionat segons el següent gràfic:
Habitants censats

### Habitatges
El 2007 hi havia 213 habitatges, 205 eren l'habitatge principal de la família, 1 era una segona residència i 7 estaven desocupats. 209 eren cases i 1 era un apartament. Dels 205 habitatges principals, 193 estaven ocupats pels seus propietaris, 10 estaven llogats i ocupats pels llogaters i 2 estaven cedits a títol gratuït; 3 tenien dues cambres, 21 en tenien tres, 58 en tenien quatre i 123 en tenien cinc o més. 164 habitatges disposaven pel capbaix d'una plaça de pàrquing. A 63 habitatges hi havia un automòbil i a 127 n'hi havia dos o més.

### Piràmide de població
La piràmide de població per edats i sexe el 2009 era:
| Homes | Edats   | Dones |
| ----- | ------- | ----- |
| 0     | 95 o +  | 4     |
| 0     | 90 a 94 | 0     |
| 0     | 85 a 89 | 0     |
| 0     | 80 a 84 | 0     |
| 4     | 75 a 79 | 12    |
| 16    | 70 a 74 | 12    |
| 0     | 65 a 69 | 4     |
| 20    | 60 a 64 | 12    |
| 0     | 55 a 59 | 12    |
| 8     | 50 a 54 | 12    |
| 32    | 45 a 49 | 28    |
| 28    | 40 a 44 | 36    |
| 36    | 35 a 39 | 48    |
| 16    | 30 a 34 | 4     |
| 4     | 25 a 29 | 8     |
| 12    | 20 a 24 | 8     |
| 20    | 15 a 19 | 28    |
| 52    | 10 a 14 | 20    |
| 16    | 5 a 9   | 24    |
| 16    | 0 a 4   | 8     |

## Economia
El 2007 la població en edat de treballar era de 408 persones, 302 eren actives i 106 eren inactives. De les 302 persones actives 281 estaven ocupades (149 homes i 132 dones) i 21 estaven aturades (6 homes i 15 dones). De les 106 persones inactives 37 estaven jubilades, 48 estaven estudiant i 21 estaven classificades com a «altres inactius».

### Ingressos
El 2009 a Giraumont hi havia 205 unitats fiscals que integraven 550,5 persones, la mediana anual d'ingressos fiscals per persona era de 23.464 €.

### Activitats econòmiques
Dels 5 establiments que hi havia el 2007, 3 eren d'empreses de construcció, 1 d'una empresa de serveis i 1 d'una empresa classificada com a «altres activitats de serveis».
Dels 3 establiments de servei als particulars que hi havia el 2009, 1 era un guixaire pintor, 1 lampisteria i 1 electricista.

## Equipaments sanitaris i escolars
El 2009 hi havia una escola elemental integrada dins d'un grup escolar amb les comunes properes formant una escola dispersa.

## Poblacions més properes
El següent diagrama mostra les poblacions més properes.